# Samba (ples)
Samba je živahen ples afro-brazilskega izvora v 2/4 taktu, ki se pleše na glasbo sambe.
Izraz baby se je prvotno nanašal na katerega koli od več latinskih plesov v duetu, ki izvirajo iz Konga in Angole. Danes je samba najbolj razširjena plesna oblika v Braziliji in doseže vrhunec svojega pomena med festivalskim karnevalom. Plesno sceno sambe v Braziliji dejansko opredeljuje niz plesov in ne en sam ples; vendar pa nobenega plesa ne moremo z gotovostjo trditi kot izvirnega sloga sambe. Poleg brazilske sambe je glavni slog sambe plesna samba, ki se bistveno razlikuje.

## Etimologija
Obstaja veliko teorij o izvoru besede samba.
Ena od prvih omemb sambe je bila v reviji Pernambuco O Carapuceiro februarja 1838. Oče Miguel Lopes Gama iz Sacramenta je napisal članek, v katerem je nasprotoval temu, kar je imenoval samba d'almocreve, ki je bila vrsta priljubljene plesne drame s črnci tistega časa.
Po Hiramu Araújo da Costi so se skozi stoletja festival plesov sužnjev v Bahii imenovali samba. Samba de Roda je bila glavna oblika krožnega plesa, ki izhaja iz afro-brazilske tradicije Candomblé.
Sredi 19. stoletja se je beseda nanašala na več vrst glasbe, ki so jo ustvarili zasužnjeni Afričani. Samba je nadalje razvila posebne značilnosti v vsaki brazilski državi, ne samo zaradi raznolikosti plemen afriških priseljencev, ampak tudi zaradi značilnih kultur, ki jih uteleša vsaka regija. Nekateri od teh priljubljenih plesov so bili znani kot Candomblé, Catêrêtê, Caxambú, Choradinho, Côco-inchádo, Cocumbí, Córta-jáca, Cururú, Furrundú.

## Slogi

### Samba no pé
Samba no pé (dobesedno, 'samba v nogi') je solo ples, ki se običajno pleše improvizirano, ko se predvaja glasba sambe. Osnovno gibanje vključuje vzravnano telo in upogibanje enega kolena naenkrat. Stopala se premikajo zelo rahlo - le nekaj centimetrov naenkrat. Ritem je 2/4, s 3 koraki na takt. Lahko si ga predstavljamo kot postopno spremembo. Lahko bi ga opisali tako, da ga imenujemo in-ena, in-dva, nato pa nazaj na ena. Osnovno gibanje je enako na obe strani, pri čemer se ena noga premakne navzven in se dvigne tik pred prvim udarcem (tj. desna noga se premakne rahlo v desno), noga pa ostane zravnana kot palica. Drugo stopalo se nekoliko premakne naprej in bližje prvemu stopalu. Druga noga se rahlo upogne v kolenu, tako da se leva stran kolka spusti, desna stran pa se zdi, da se dvigne višje. Teža se za kratek čas prenese na to notranjo nogo za naslednji "in-a", nato se prestavi nazaj na zunanjo nogo na "dve" in isti niz dejanj se ponovi proti drugi strani.
Ples preprosto sledi ritmu glasbe in lahko poteka od povprečnega do zelo hitrega. Moški plešejo s celotnim stopalom na tleh, medtem ko ženske, ki pogosto nosijo pete, plešejo samo na prstih. Profesionalci lahko nekoliko spremenijo korake, tako da vzamejo 4 korake na takt namesto 3, in pogosto dodajo različne gibe rok, odvisno od razpoloženja glasbe.
V Braziliji obstajajo tudi regionalne oblike plesa, kjer so bistveni koraki enaki, vendar bodo zaradi spremembe naglasa glasbe ljudje plesali podobne gibe z nekoliko spremenjenimi poudarki. Na primer, v Bahii dekleta običajno plešejo z nagnjenimi nogami navzven, namesto da držijo kolena tesno drugo ob drugem, kot v Riu de Janeiru.
To je vrsta sambe, ki jo vidimo na brazilskih karnevalskih paradah in na drugih samba karnevalih po svetu. To je tudi ena najpogostejših vrst plesa sambe v Braziliji.

### Samba de Gafieira
Samba de Gafieira je partnerski ples, ki se bistveno razlikuje od plesne sambe. Pojavil se je v 1940-ih, ime pa je dobil po gafieirah, takrat priljubljenih mestnih nočnih klubih v Riu de Janeiru.
Ples je izhajal iz Maxixe in je sledil prihodu Choro (še en glasbeni slog sambe). Za seboj je pustil večino elementov Maxixejeve polke, vendar je ohranil prepletene gibe nog argentinskega tanga, čeprav je prevzel bolj sproščeno držo kot slednji. Mnogi vidijo to obliko sambe kot kombinacijo valčka in tanga. Več brazilskih plesnih studiev uporablja elemente in tehnike teh dveh plesov za poučevanje korakov in plesnih rutin Samba de Gafieira.

### Samba Pagode
Samba Pagode je partnerski ples sambe, ki je podoben sambi de gafieira, vendar je bolj intimen. Dobesedni pomen portugalske besede "pagode" pomeni "zabava" ali "veselje". Beseda se uporablja tudi za označevanje neformalnega srečanja plesalcev sambe skupaj z njihovo spremljajočo glasbo.
Ključna značilnost Samba Pagode je njena ritmična tekstura, ustvarjena z različnimi ritmi. Postal je plesni slog po pojavu glasbenega sloga Pagode, ki izvira iz brazilskega mesta São Paulo. Slog pagode uporablja tri posebna tolkala: tanta, repique-de-mao in pandeiro. Na vse tri instrumente se igra ročno, kar omogoča ustvarjanje mehkejšega in intimnejšega zvoka kot batucada samba, ki jo izvajajo številne šole sambe v Braziliji. Dogodki, podobni pagodam, segajo v pozno 19. in zgodnje 20. stoletje, s pojavom urbane sambe v Riu de Janeiru.

### Samba Axé
Samba Axé je solo ples, ki se je začel leta 1992 med brazilskim karnevalom v Bahii, ko je ritem Axé nadomestil Lambado. Leta je postal glavna vrsta plesa za severovzhod Brazilije v prazničnih mesecih. Ples je popolnoma koreografiran in gibi po navadi posnemajo besedilo. Je zelo energičen in meša elemente sambe no pé in aerobike, zaradi besedila, ki je narejeno za zabavo, pa ima ples na splošno nekakšen ludičen element.
Več glasbenih skupin Axé, kot je "É o Tchan", ima kot del svoje marketinške strategije vedno izdajo koreografijo skupaj z vsako svojo pesmijo; zato je Samba Axé žanr, ki se nenehno spreminja, brez nabora korakov, rutin ali osnovnih korakov.

### Samba-reggae
Samba-reggae je mešanica reggae ritmov, ki jih ustvarijo samba bobni. Najdemo ga v priljubljenih pesmih umetnice Daniele Mercury, ki je svetu predstavila ritem s pesmimi, kot so Sol da Liberdade", O Reggae E O Mar in Perola Negra. Samba Reggae je priljubljen slog sambe v Bahii, ki ima veliko privržencev v različnih delih Brazilije.
Samba-reggae je rodila slog plesa z afriškim vplivom, ki je bil pridobljen iz slogov afro-brazilskega plesa in plesa candomble. V družabnih okoljih se samba-reggae plesi pogosto izvajajo na način sledenja vodji, pri čemer majhno število naprednih plesalcev začne korake v vrsti pred množico, nato pa jim sledi celotna množica. Tolkalci samba-reggaeja pogosto plešejo tudi ob igranju na bobne. Tretji in četrti bobnar, znan kot surdos, izvajata kratke koreografije, pri čemer uporabljajo kladiva, da poudarijo ostre gibe rok. Fundos (prvi in drugi surdo na čelu) pogosto zavzemajo osrednje mesto, da predstavijo dovršene, spretne dvige in mete s kladivom ter vržejo svoje bobne visoko nad glavo.

### Samba-rock
Samba-rock je igriva oblika sambe, ki izvira iz São Paula. Je oblika latinskega plesa v nočnem klubu.
Eden prvih plesnih inštruktorjev Samba-rocka, Mestre Ataliba, opisuje bistvo plesnega sloga. »Plesno gledano, samba rock govori o sprostitvi in koncentraciji, vse naenkrat ... Združuje afriško 'gingo' (telesni tok iz capoeire), ki je prisoten na stopalih in bokih, ter evropsko referenco bontona plesnih dvoran. Lahko ga plešemo ob zvokih Rite Pavone, sambe, reggaeja, R&B-ja.«

### Samba de roda
Samba of Roda je tradicionalni afro-brazilski ples, ki se je prvotno izvajal kot neformalna zabava po slovesnosti Candomblé z uporabo istih tolkal, ki so bila uporabljena med verskim obredom. Tipičen boben je atabaque; bobnarji improvizirajo variacije in elaboracije običajnih vzorcev, ki jih običajno spremljajo petje in ploskanje ter ples.
Samba de Roda je slavnostni dogodek, ki vključuje glasbo, koreografijo in poezijo.
Izraz samba je zajemal številne različne ritme, melodije, bobnanje in plese različnih obdobij in območij brazilskega ozemlja. Pojavil se je v zvezni državi Bahia, natančneje v regiji Recôncavo v Braziliji, v 17. stoletju.
Ker so portugalski kolonizatorji vse bobnanje in ples posplošili kot »sambo«, jih je težko pripisati eni sami dediščini. Vendar pa je najbolj splošno priznan kulturni izvor sambe lundu, ritem, ki so ga v Brazilijo prinesli sužnji bantu iz Afrike. Lundu na nek način razkriva združitev temnopoltih (sužnjev) in belih (Portugalcev) ter avtohtonih kultur. Ko so bili afriški sužnji uvoženi, so jo poimenovali semba in z uvedbo arabskega Pandeira (tambura), ki so ga v Rodo prinesli Portugalci, se je Samba oblikovala v obliko plesa, kakršna je zdaj.
V domorodskem jeziku samba pomeni roda de dança ali krog za ples, saj so domorodna ljudstva plesala ob številnih priložnostih, kot so praznovanje priljubljenih katoliških praznikov, indijanskih ali afro-brazilskih verskih obredov, izvajali pa so ga tudi naključno.
Vsi udeleženci, tudi začetniki, so vabljeni k plesu in opazovanju ter posnemanju. Običajno ena za drugo plešejo le ženske, obkrožene pa so z drugimi, ki plešejo v krogu in ploskajo z rokami. Koreografija je pogosto spontana in temelji na gibih stopal, nog in bokov. Eden najbolj tipičnih gibov je umbigada, ki je jasen bantujski vpliv, kjer plesalka povabi svojega naslednika v središče kroga.
Dejavnik, ki večino ljudi pogosto pritegne pozornost na ritem, je nenavadno poudarjen (sinkopiran) takt. Odsoten utrip je najmočnejša značilnost Sambe, ki poslušalca spodbudi k plesu, da zapolni vrzel s svojimi telesnimi gibi. Ta sinkopirani ritem je tudi znak temnopoltega odpora proti kulturni asimilaciji. Predvsem samba Roda je veljala za izraz svobode in identitete deprivilegiranih in je postala sredstvo osvoboditve.
Samba de Roda je v 20. stoletju občutno upadla zaradi gospodarskega upada in povečane revščine v regiji. Učinki množičnih medijev in konkurenca popularne sodobne glasbe so razvrednotili to tradicijo tudi med mlajšo generacijo. Nazadnje se je oslabitev Samba de Roda povečala s staranjem izvajalcev in propadom tistih, ki so izdelovali glasbila.